# Бобов-Дол (община)
Бобов-Дол (болг. Община Бобов дол) — община в Болгарии. Входит в состав Кюстендилской области. Население составляет 10 576 человек (на 14 ноября 2008 года).

## Состав общины
В состав общины входят следующие населённые пункты:

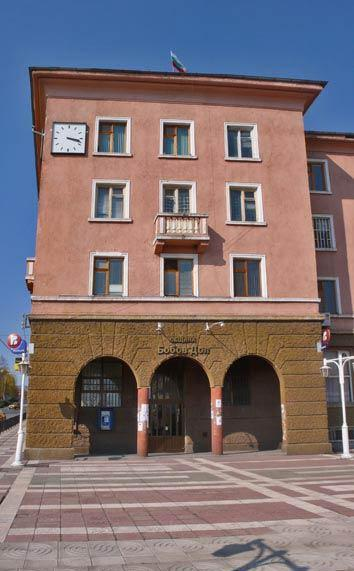
Здание правления общины

1. Бабино
2. Бабинска-Река
3. Блато
4. Бобов-Дол
5. Голема-Фуча
6. Големо-Село
7. Голям-Вырбовник
8. Горна-Козница
9. Долистово
10. Коркина
11. Локвата
12. Мала-Фуча
13. Мали-Вырбовник
14. Мало-Село
15. Мламолово
16. Новоселяне
17. Паничарево
18. Шатрово

## Политическая ситуация
Кмет (мэр) общины Бобов-Дол — Грети Йосиф Алексова (коалиция в составе 3 партий: Национальное движение «Симеон Второй» (НДСВ), Земледельческий народный союз (ЗНС), Союз демократических сил (СДС)) по результатам выборов.